# Молдасеитов, Кайрат Кусеинович
Молдасеитов Кайрат Кусейнович (каз. Молдасеитов Қайрат Кусейнович; род. 18 января 1967, Казахская ССР) — бывший аким г. Шымкент.

## Биография
Окончил Казахский сельскохозяйственный институт в 1991 году по специальности «инженер лесного хозяйства». В 2000 году получил второе высшее образование, окончив Казахский государственный юридический университет (специальность «юрист»).
Трудовой стаж:
- Директор ТОО «Кунгей» (1992—1995);
- Заместитель директора ТОО «Трансмарс» (1995—2000);
- Заместитель директора ТОО «Кит Со» (2002—2004);
- Президент ТОО «Кит Со» и ТОО «Отау строй» (2004—2009);
- Аким города Туркестан Южно-Казахстанской области (07.2009-04.2012);
- Аким города Шымкент Южно-Казахстанской области (с 04.2012 по 27.05.2013)

С 2007 по 2009 год был избран депутатом Южно-Казахстанского областного маслихата.

## Награды
- Почётный диплом Президента Республики Казахстан за благотворительную и спонсорскую деятельность в культурной и гуманитарной сферах в 2005—2006 годах (18 октября 2006 года)[1]